# Ameša Spenta
Ameša Spentové, v avestánštině „Nesmrtelní svatí“ či „Nesmrtelní blahodární“, středopersky Amešáspand či (A)mahraspand, jsou skupina bytostí ctěných v zarathuštrismu, někdy označovaných jako archandělé, zpravidla uváděných v počtu šesti společně s živly či fenomény co zastupují:
- Vohu Manah „Dobré smyšlení“ – dobytek
- Aša Vasišta „Nejlepší pravdivost“ – oheň
- Chšathra Vairja „Žádoucí moc“ – kov
- Ármaiti „Správné myšlení“ – země
- Haurvatát „Celistvost, Zdraví“
- Ameretát „Nesmrtelnost, Dlouhý život“ – rostliny

Mezi Ameša Spenty je však někdy počítán i samotný Ahura Mazda, někdy společně se svým „svatým duchem“ Spenta Mainjuem či jím reprezentovaný. V širším slova smyslu pak mohou být jako Ameša Spentové označovány všechny božské bytosti věrné Ahura Mazdovi, pro které je zpravidla spíše užíváno označení jazatové. Užší i širší vymezní Ameša Spentů se objevuje v mladší Avestě, středoperských textech i v současném zarathuštrismu, v gáthách – starší Avestě, se Ameša Spentové vůbec neobjevují, i když může jít o výraz vytvořený samotným Zarathuštrou.
Spenta je častým výrazem užívaným v gáthách, nejstarší části Avesty připisované samotnému Zarathuštrovi, a znamená podporující, posilující, štědrý či svatý. Je příbuzné například českému výrazu svatý, původně znamenajícímu „mocný“, které vychází z praslovanského *svętъ a to zase stejně jako spenta z praindoevropského *kwen. Výraz Ameša Spenta může odpovídat védskému Višve Amrtás „Všichni nesmrtelní“, které označuje všechny bohy. Přívlastek spenta snad mohl znamenat že následovníci Zarathuštry ctí pouze božstva, která jsou vůči stvoření blahodárná.
Podle zastánců trojfunkční hypotézy odpovídají Ameša Spentové starším indoíránským božstvům a jejich kanonické pořadí se objevuje například i na sochách na mohyle Antiocha I., vládce hélenistického království Kommagéné, postavené v 1. století př. n. l.
| Funkce                   | Mittanijské smlouvy | Védské božstvo | Ameša Spenta    | Perské božstvo | Sochy bohů na Nemrutu |
| ------------------------ | ------------------- | -------------- | --------------- | -------------- | --------------------- |
| První funkce             | Mitra               | Mitra          | Vohu Mahan      | Mithra         | Mithrás               |
| První funkce             | Uruwana             | Varuna         | Aša Vasišta     | Ahura Mazda    | Óromasdés             |
| Druhá funkce             | Indara              | Indra          | Chšathra Vairja | Verethragna    | Artagnés              |
| Transfunkcionální bohyně | chybí               | Sarasvatí      | Ármaiti         | Anáhitá        | vlast Kommagéné       |
| Třetí funkce             | Našattija           | Nasátjové      | Haurvatát       | chybí          | chybí                 |
| Třetí funkce             | Našattija           | Nasátjové      | Ameretát        | chybí          | chybí                 |